# カンニングの恋愛中毒
『カンニングの恋愛中毒』（カンニングのれんあいちゅうどく）は、インターネットテレビGYAO!・ShowTime・goomoで配信、またはBSフジで放送されているマルチバラエティ番組。

## 概説
「モテない男に本当の幸せは訪れるのか」をテーマに展開する恋愛バラエティ番組だったが、現在はどちらかというとエロとお笑いを題材にしたマルチバラエティ番組化している。GyaOにアップされてから約1 - 2日後にShowTimeで有料配信されていたが、一時期はShowTimeの方が先に配信をしていた。エンタメ〜テレ☆シネドラバラエティ（旧・シーエスGyaO）にてテレビ放送も行っている。
開始当初はコンビで出演していたが中島が途中で入院した為、代役となるタレントを探す「相方面接」などが行われた。その後、中島は死去した為、実質的な途中降板となった。
2010年1月配信（#124）の回からTBS系の映像配信サイトgoomoでも配信が開始された。2010年7月9日更新分をもって最終回を迎えることをディレクターより告げられた。（全136回）
2012年3月25日の02:30 - 03:25から今回はBSデジタル放送のBSフジにて『カンニング竹山の恋愛中毒』として新作の放送が開始された。

## 出演者
- カンニング
  - 竹山隆範
  - 中島忠幸（シリーズ途中で降板）

## 企画
相方面接
相方の中島が入院した為、その間、代役となる芸人を探すべく面接をする。
芸人面接
第68回放送よりスタートした企画。スタッフから独立の話を持ちかけられた竹山が、オフィス竹山に所属してもらうタレントを決める面接と行う。鳥居みゆきを発掘した企画である。
テレポンショッキング
TV番組『笑っていいとも』のワンコーナーを模したコーナー。初期の頃は、話を聞く程度のコーナーだったが、次第に内容が過激になってきたため2007年6月を最後に「AV女優面接」というコーナーに変更。2009年4月にはそれまで東京のデリヘル嬢のみに限定していた範囲を全国に広げる形で復活した。しかし、やらせ疑惑が浮上したため2010年4月には「リアル編」にパワーアップし、店舗から直接呼ぶという形に変更され、さらにミッション的な内容が追加された。

## 放送内容
| 回  | 内容                          | ゲスト                                                                    |
| --- | ----------------------------- | ------------------------------------------------------------------------- |
| 1   | 七生奈央編（前編）            | 七生奈央                                                                  |
| 2   | 七生奈央編（後編）            | 七生奈央                                                                  |
| 3   | コンパで一目ぼれ（前編）      | 小林みどり 藤本りせ 安藤なつ 髭男爵                                       |
| 4   | コンパで一目ぼれ（後編）      | 吉田由美                                                                  |
| 5   | ラブホでお見合い編vol.1       | 及川奈央                                                                  |
| 6   | ラブホでお見合い編vol.2       | 及川奈央                                                                  |
| 7   | ラブホでお見合い編vol.3       | 及川奈央                                                                  |
| 8   | ラブホでお見合い編vol.4       | 及川奈央                                                                  |
| 9   | ラブホでお見合い編vol.5       | 及川奈央                                                                  |
| 10  | #10                           | なし                                                                      |
| 11  | テレポンショッキング 相方面接 | 長州小力                                                                  |
| 12  | テレポンショッキング 相方面接 | 猫ひろし                                                                  |
| 13  | テレポンショッキング 相方面接 | テル（どーよ）                                                            |
| 14  | テレポンショッキング 相方面接 | うつ八郎（東京ゴブリン）                                                  |
| 15  | テレポンショッキング 相方面接 | エスパー伊東                                                              |
| 16  | テレポンショッキング 相方面接 | なし                                                                      |
| 17  | テレポンショッキング 相方面接 | 安田大サーカス                                                            |
| 18  | テレポンショッキング 相方面接 | なし                                                                      |
| 19  | テレポンショッキング 相方面接 | なし                                                                      |
| 20  | テレポンショッキング 相方面接 | なし                                                                      |
| 21  | 秘蔵映像蔵出しSP              | 過去のゲストほか                                                          |
| 22  | テレポンショッキング          | なし                                                                      |
| 23  | テレポンショッキング          | 蒼井そら 鍛冶輝光（さくらんぼブービー）                                   |
| 24  | テレポンショッキング          | 蒼井そら 鍛冶輝光（さくらんぼブービー）                                   |
| 25  | テレポンショッキング          | 蒼井そら 鍛冶輝光（さくらんぼブービー）                                   |
| 26  | テレポンショッキング 相方面接 | つぶやきシロー                                                            |
| 27  | テレポンショッキング 相方面接 | パッション屋良                                                            |
| 28  | テレポンショッキング 相方面接 | 前田健                                                                    |
| 29  | テレポンショッキング 相方面接 | アントニオ小猪木                                                          |
| 30  | テレポンショッキング 相方面接 | 赤いプルトニウム                                                          |
| 31  | テレポンショッキング 相方面接 | ちむりん                                                                  |
| 32  | テレポンショッキング 相方面接 | 花満開                                                                    |
| 33  | テレポンショッキング 相方面接 | 亀子のぶお                                                                |
| 34  | テレポンショッキング 相方面接 | 原田16才                                                                  |
| 35  | 視聴者お悩み相談              | 及川奈央 さくらんぼブービー nao. テル（どーよ） つぶやきシロー 亀子のぶお |
| 36  | 視聴者お悩み相談              | 及川奈央 さくらんぼブービー nao. テル（どーよ） つぶやきシロー 亀子のぶお |
| 37  | 視聴者お悩み相談              | 及川奈央 さくらんぼブービー nao. テル（どーよ） つぶやきシロー 亀子のぶお |
| 38  | 視聴者お悩み相談              | 及川奈央 さくらんぼブービー nao. テル（どーよ） つぶやきシロー 亀子のぶお |
| 39  | テレポンショッキング          | 現役デリヘル嬢                                                            |
| 40  | テレポンショッキング          | 現役デリヘル嬢                                                            |
| 41  | テレポンショッキング          | 現役デリヘル嬢                                                            |
| 42  | テレポンショッキング          | 現役デリヘル嬢                                                            |
| 43  | テレポンショッキング          | 現役デリヘル嬢                                                            |
| 44  | テレポンショッキング          | 現役デリヘル嬢                                                            |
| 45  | テレポンショッキング          | 現役デリヘル嬢                                                            |
| 46  | テレポンショッキング          | 現役デリヘル嬢                                                            |
| 47  | おっさん二人の恋物語          | 前田健                                                                    |
| 48  | おっさん二人の恋物語          | 前田健                                                                    |
| 49  | おっさん二人の恋物語          | 前田健                                                                    |
| 50  | おっさん二人の恋物語          | 前田健                                                                    |
| 51  | テレポンショッキング 相方面接 | 超新塾                                                                    |
| 52  | テレポンショッキング 相方面接 | 超新塾                                                                    |
| 53  | テレポンショッキング 相方面接 | ダンディ坂野                                                              |
| 54  | テレポンショッキング 相方面接 | ザブングル                                                                |
| 55  | テレポンショッキング          | 現役デリヘル嬢                                                            |
| 56  | 相方面接                      | グレート乙羽屋                                                            |
| 57  | テレポンショッキング          | 現役デリヘル嬢                                                            |
| 58  | テレポンショッキング          | 現役デリヘル嬢                                                            |
| 59  | 相方面接                      | タイムマシーン3号                                                         |
| 60  | テレポンショッキング          | 現役デリヘル嬢                                                            |
| 61  | テレポンショッキング          | 現役デリヘル嬢                                                            |
| 62  | テレポンショッキング          | 現役デリヘル嬢                                                            |
| 63  | DVD発売記念イベント           | 前田健                                                                    |
| 64  | 妹オーディション              | なし                                                                      |
| 65  | 妹オーディション              | なし                                                                      |
| 66  | 妹オーディション              | 蒼井そら 小島よしお                                                       |
| 67  | 妹オーディション              | なし                                                                      |
| 68  | 芸人面接                      | 小島よしお                                                                |
| 69  | 芸人面接                      | やまもとまさみ                                                            |
| 70  | 芸人面接                      | 鳥居みゆき                                                                |
| 71  | 芸人面接                      | 弾丸ジャッキー                                                            |
| 72  | AV女優面接                    | AV女優志願者                                                              |
| 73  | AV女優面接                    | AV女優志願者                                                              |
| 74  | AV女優面接                    | AV女優志願者                                                              |
| 75  | DVD発売記念イベント           | 鳥居みゆき                                                                |
| 76  | 芸人面接〜鳥居みゆき〜特別編  | 鳥居みゆき                                                                |
| 77  | 芸人面接総集編                | エスパー伊東 亀子のぶお テル（どーよ） ちむりん                           |
| 78  | AV女優面接                    | AV女優志願者                                                              |
| 79  | 芸人面接                      | 髭男爵                                                                    |
| 80  | 芸人面接                      | ユンボ安藤                                                                |
| 81  | 芸人面接                      | TKO                                                                       |
| 82  | 芸人面接                      | TKO                                                                       |
| 83  | 芸人面接                      | チェリー☆パイ                                                             |
| 84  | AV女優面接〜現役社長秘書〜    | AV女優志望者                                                              |
| 85  | 芸人面接                      | 平成ノブシコブシ                                                          |
| 86  | AV女優面接〜28歳人妻〜        | AV女優志望者                                                              |
| 87  | 芸人面接                      | スパローズ                                                                |
| 88  | AV女優面接〜女子大生2人組〜   | AV女優志願者                                                              |
| 89  | AV女優面接〜女子大生2人組〜   | AV女優志願者                                                              |
| 90  | 芸人面接                      | こんらんチョップ                                                          |
| 91  | 芸人面接                      | 飛石連休                                                                  |
| 92  | 芸人面接 総集編               |                                                                           |
| 93  | AV女優面接 総集編             |                                                                           |
| 94  | 芸人面接                      | 坂本一生                                                                  |
| 95  | 芸人面接                      | キングオブコメディ                                                        |
| 96  | 芸人面接                      | オードリー                                                                |
| 97  | AV女優面接                    | AV女優志願者                                                              |
| 98  | AV女優面接                    | AV女優志願者                                                              |
| 99  | AV女優面接                    | AV女優志願者                                                              |
| 100 | 『恋涙』制作記者会見          | なし                                                                      |
| 101 | 『恋涙』小沢スペシャル        | 小沢仁志                                                                  |
| 102 | 『恋涙』小沢スペシャル        | 小沢仁志                                                                  |
| 103 | 芸人面接                      | 西麻布ヒルズ                                                              |
| 104 | 芸人面接                      | ゆってぃ                                                                  |
| 105 | 芸人面接                      | どきどきキャンプ                                                          |
| 106 | 芸人面接                      | ハリウッドザコシショウ                                                    |
| 107 | テレポンショッピング 地方編   | 山形のデリヘル嬢                                                          |
| 108 | テレポンショッピング 地方編   | 浪速のデリヘル嬢                                                          |
| 109 | テレポンショッピング 地方編   | 福岡のデリヘル嬢                                                          |
| 110 | 芸人面接                      | 小林アナ                                                                  |
| 111 | 芸人面接                      | ユリオカ超特Q                                                             |
| 112 | 芸人面接                      | 流れ星                                                                    |
| 113 | 芸人面接                      | サンドウィッチマン                                                        |
| 114 | 芸人面接                      | サンドウィッチマン                                                        |
| 115 | テレポンショッピング 地方編   | 青森のデリヘル嬢                                                          |
| 116 | テレポンショッピング 地方編   | 沖縄のデリヘル嬢                                                          |
| 117 | テレポンショッピング 地方編   | 名古屋のデリヘル嬢                                                        |
| 118 | 芸人面接                      | 東京ダイナマイト                                                          |
| 119 | 芸人面接                      | 殿方充                                                                    |
| 120 | 芸人面接                      | 劇団イワサキマキオ                                                        |
| 121 | テレポンショッピング 地方編   | 熊本のデリヘル嬢                                                          |
| 122 | テレポンショッピング 地方編   | 京都のデリヘル嬢                                                          |
| 123 | テレポンショッピング 地方編   | 秋田のデリヘル嬢                                                          |
| 124 | 芸人面接                      | エレキコミック                                                            |
| 125 | 芸人面接                      | どぶろっく                                                                |
| 126 | 芸人面接                      | いとうあさこ                                                              |
| 127 | テレポンショッピング 地方編   | ダイジェスト1                                                             |
| 128 | テレポンショッピング 地方編   | ダイジェスト2                                                             |
| 129 | 芸人面接                      | ダイジェスト1                                                             |
| 130 | 芸人面接                      | ダイジェスト2                                                             |
| 131 | テレポンショッピング リアル編 | 現役タレントデリヘル嬢                                                    |
| 132 | テレポンショッピング リアル編 | 現役イメクラ嬢                                                            |
| 133 | テレポンショッピング リアル編 | 現役人妻デリヘル嬢                                                        |
| 134 | 芸人面接                      | イワイガワ                                                                |
| 135 | 芸人面接                      | エルシャラカーニ                                                          |
| 136 | 芸人面接                      | X-GUN                                                                     |
| 137 | 芸人面接                      | スギちゃん                                                                |

1. ↑  カンニング竹山の全裸写真騒動があったことから総集編などを流してほしいと頼まれていたが、いまさら作るのが面倒ということで流してしまった。
2. ↑  今回の総集編からGYAO!では配信がされなくなった。

## スタッフ
過去スタッフも含む
- 構成：ゴージャス村上、住田拓英
- 撮影：リーフビジョン
- AD：DJ Full-B 、TETSU、武田智志、貝瀬鉄矢
- ディレクター：住田拓英
- プロデューサー：神戸敏行
- 制作著作：電子公園

## リリース作品

### DVD
電子公園制作
- カンニングの恋愛中毒 一人暮らしの美女を襲うドエロ・ストーカーを追え!!（2006年5月26日）
- カンニングの恋愛中毒 恋人達を襲うドエロ幽霊を追え!! in木更津（2006年5月26日）
- カンニングの恋愛中毒 竹山&まえけん「おっさん二人の恋物語」編（2007年5月16日）
- カンニングの恋愛中毒〜天狗芸人カンニング竹山を告発する!!〜（2007年11月12日）
- カンニングの恋愛中毒〜カンニング竹山 VS 小沢仁志〜（2009年8月25日）